# Heliothea albida
Heliothea albida là một loài bướm đêm trong họ Geometridae.